# Grace Chanda
Grace Chanda (Ndola, 11 giugno 1997) è una calciatrice zambiana, centrocampista offensiva dell'Orlando Pride e della nazionale zambiana.

## Biografia
Attratta fin da giovanissima dal calcio, Chanda ha dovuto combattere i pregiudizi per cui il suo sport preferito era riservato ai maschi anche con la madre Kampamba, che, senza successo, non le risparmiava le esortazioni nel concentrarsi nello studio invece di giocare. Vista l'ostinazione della figlia, che non perdeva occasione di disputare partitelle per strada, per dissuaderla dai suoi propositi di carriera all'età di 10 anni decise di allontanarla da Ndola, città dove stava crescendo con la famiglia, per affidarla allo zio a Kasama.
Tornata in famiglia dopo due anni, ripresi gli studi nell'istituto dove era intenzionata a eccellere incrociò il percorso scolastico con l'attività sportiva, essendo l'educazione fisica parte del curriculum scolastico richiesto. Fu qui che, grazie ai racconti delle sue capacità dei compagni, gli insegnanti, la invitarono a unirsi alla squadra di calcio femminile della scuola secondaria di Kansenshi, squadra che disputava regolari tornei provinciali, segnando il punto di svolta nella sua carriera.

## Carriera
Inserita in rosa, nonostante l'ancora giovane età, Chanda contribuì a far qualificare la squadra per le competizioni provinciali dove riuscì a mettersi in luce davanti agli organizzatori del torneo. Grazie alle sue prestazioni, nel 2010 viene selezionata per rappresentare la sua scuola durante il Airtel Rising Star Tournament, torneo che si prefiggeva anche di valutare giovani calciatori da parte degli osservatori delle società e della federazione, ma è nell'edizione 2013, grazie alla sua capacità di dribblare i difensori avversari e divenire capocannoniere del torneo, che le si aprono le porte per la prima convocazione con la maglia delle nazionali giovanili dello Zambia.

### Nazionale
Convocata dalla Federcalcio zambiana per la prima volta nel 2014 con la formazione under 17, Chanda è tra le 21 ragazze selezionate dal tecnico federale Albert Kachinga per il Mondiale della Costa Rica 2014. In quell'occasione viene schierata in tutti i tre incontri disputati dalla sua nazionale nel gruppo A della fase a gironi, dove è autrice dell'unica rete segnata dalle zambiane (l'altra è un autogol) nella sola partita vinta, sulle pari età della nazione ospitante, con lo Zambia, classificatosi al terzo posto, costretto a lasciare il torneo già alla prima fase.

## Palmarès

### Club
- Campionato kazako femminile: 1

BIIK Kazygurt: 2022
- Coppa del Kazakistan femminile: 1

BIIK Kazygurt: 2022